# Distretto di Pebane
Il distretto di Pebane è un distretto del Mozambico, facente parte della Provincia di Zambezia.